# Pomník admirála Kolčaka
Pomník admirála Kolčaka (rusky Памятник Колчаку) byl vztyčen v Irkutsku v roce 2004, návrh vytvořil sochař Vjačeslav Klykov, národní umělec Ruska.
Pomník postavený z popudu Sergeje Andrejeva byl odhalen 4. listopadu 2004 ke stotřicátému výročí narození A. V. Kolčaka na místě, kde byl admirál pravděpodobně popraven. Postava v nadživotní velikosti je odlita z mědi. Admirál má na sobě uniformu důstojníka pěchoty, což odkazuje na období jeho života, kdy byl vrchním velitelem ruské armády, osobně velel vojskům na východě Ruska a současně byl nejvyšším vládcem Ruska. Na betonovém podstavci je umístěn reliéf rudoarmějce a bělogvardějce se zkříženými zbraněmi.